# Baudenasca
Baudenasca è una frazione di Pinerolo. Conta 260 abitanti ed è posta in territorio pianeggiante, nella zona comunemente denominata "pianura pinerolese". Dista circa sei chilometri dal capoluogo comunale e confina con il vicinissimo comune di Macello.
È presente l'ex galoppatoio dell'esercito, creato nel 1894, bene di proprietà del demanio attualmente utilizzato come luogo per esercitazioni militari e simulazioni di guerra; è gestito dal Terzo Reggimento Alpini.
Nell'agosto del 2007 Baudenasca è salita alla ribalta della cronaca nazionale perché vi si è svolto un mega rave party abusivo che ha richiamato oltre 40.000 persone da tutta Europa. In questa piccola frazione è tradizione celebrare ogni anno un famoso carnevale con carri allegorici. 